# Northrop Grumman EA-6B Prowler
Northrop Grumman (prej Grumman) EA-6B Prowler) je ameriško dvomotorno letalo za elektronsko bojevanje (ECM) in uničevanje sovražnikovih radarjev. Razvil ga je ameriški Grumman na bazi palubnega jurišnika A-6 Intruder. Oborožen je s protiradarsko raketo AGM-88 HARM. Poleg ECM je zmožen tudi jurišnih napadov in elektronskega obveščevalstva ELINT.
V uporabi je od leta 1971, po upokojitvi EF-111 Raven je bil EA-6B nekaj časa edino letalo Ameriške mornarice za ECM. Nasledil ga bo EA-18G Growler.
EA-6A »Electric Intruder« je bil razvit v 1960ih kot naslednik EF-10B Skyknight. Prowler ima trup od A-6 Intruder, vendar ima za razliko štiri sedeže. Posadka je štiričlanska, 1 pilot in trije oficirji za elektronsko bojevanje. Veliko so ga uporabljali v Vietnamski vojni. Pozneje se je pojavil izboljšani EA-6B.Zgradili so 170 EA-6B, v proizvodnji je bil do leta 1991.
Prowler je prvič poletel 25. maja 1968 in vstopil v uporabo julija 1971.
EA-6B Prowler poganjata dva turboreaktivna motorja, ki omogočata visoke podzvočne hitrosti. EA-6B zaradi kompleksnih sistemov zahteva veliko vzdrževanja. 

## Tehnične specifikacije (EA-6B)
Splošne karakteristike
- Posadka: 4 (1 pilot, 3 oficirji za elektronsko bojevanje)
- Dolžina: 59 ft 10 in (17,7 m)
- Razpon kril: 53 ft (15,9 m)
- Višina: 16 ft 8 in (4,9 m)
- Površina kril: 528,9 ft² (49,1 m²)
- Teža praznega letala: 31 160 lb (15 130 kg)
- Maks. vzletna teža: 61 500 lb (27 900 kg)
- Pogon letala: 2 × Pratt & Whitney J52-P408A turboreaktivni motor, 10 400 lbf (46 kN) vsak

 Zmogljivost 
- Maks. hitrost: 566 vozlov (651 mph, 1 050 km/h)
- Potovalna hitrost: 418 vozlov (481 mph, 774 km/h)
- Doseg: 2 400 mi (3 861 km)
- Višina leta: 37 600 ft (11 500 m)
- Hitrost vzpenjanja: 12 900 ft/min (65 m/s)
- Obremenitev kril: 116 lb/ft² (560 kg/m²)
- Razmerje potisk/teža: 0,34

Oborožitev

- Nosilci za orožje: skupaj 5: 1× pod trupom in 4× pod krili s kapaciteto 18.000 lb (8.164,7 kg) in zalogo orožja s kombinacijo:
  - Izstrelki: Do 4× AGM-88 HARM protiradarske rakete (po navadi 2)
  - Drugo: 

    - Do 5× 300 US gal (1.100 L) odvrgljivi rezervoarji
    - Do 5× AN/ALQ-99 Tactical Jamming System (TJS) - taktični sistem za motenje
    - AN/ALE-43(V)1&4 sistem za metanje radarskih vab
    - AN/AAQ-28(V) LITENING sistem

Letalska elektronika

- AN/ALQ-218 Tactical Jamming System Receiver
- AN/USQ-113 Communications Jamming System